# Luis Espinal (taekwondo)
Luis Espinal es un deportista dominicano que compitió en taekwondo. Ganó una medalla de plata en el Campeonato Panamericano de Taekwondo de 2000 en la categoría de –67 kg.

## Palmarés internacional
| Campeonato Panamericano | Campeonato Panamericano | Campeonato Panamericano | Campeonato Panamericano |
| Año                     | Lugar                   | Medalla                 | Categoría               |
| ----------------------- | ----------------------- | ----------------------- | ----------------------- |
| 2000                    | Oranjestad (Aruba)      | Medalla de plata        | –67 kg                  |